# U-61 (tàu ngầm Đức) (1939)
U-61 là một tàu ngầm duyên hải  Lớp Type II thuộc phân lớp Type IIC được Hải quân Đức Quốc Xã chế tạo vào đầu Chiến tranh Thế giới thứ hai. Những tàu ngầm Type II vốn quá nhỏ để có thể tiến hành các chiến dịch cách xa căn cứ nhà, nên U-61 chủ yếu đảm nhiệm vai trò tàu huấn luyện tại các trường tàu ngầm Đức. Được huy động do tình trạng thiếu hụt tàu ngầm sau khi xung đột bùng nổ, nó thực hiện được mười chuyến tuần tra tại Bắc Hải và chung quanh quần đảo Anh, đánh chìm năm tàu buôn tổng tải trọng 19.668 gross register tons (GRT) và gây hư hại cho một chiếc khác 4.434 GRT,  trước khi quay trở lại vai trò huấn luyện. U-61 cuối cùng bị đánh đắm tại Wilhelmshaven trong kế hoạch Regenbogen vào tháng 5, 1945.

## Thiết kế và chế tạo
Phân lớp Type IIC là một phiên bản lớn hơn của Type IIB dẫn trước. Chúng có trọng lượng choán nước 291 t (286 tấn Anh) khi nổi và 341 t (336 tấn Anh) khi lặn); tuy nhiên tải trọng tiêu chuẩn được công bố chỉ có 250 tấn Anh (254 t). Chúng có chiều dài chung 43,90 m (144 ft 0 in), lớp vỏ trong chịu áp lực dài 29,60 m (97 ft 1 in), mạn tàu rộng 4,08 m (13 ft 5 in), chiều cao 8,40 m (27 ft 7 in) và mớn nước 3,82 m (12 ft 6 in).
Chúng trang bị hai động cơ diesel MWM RS 127 S 6-xy lanh 4 thì công suất 700 mã lực mét (510 kW; 690 shp) để đi đường trường và hai động cơ/máy phát điện Siemens-Schuckert PG VV 322/36 tổng công suất 460 mã lực mét (340 kW; 450 shp) để lặn, hai trục chân vịt và hai chân vịt đường kính 0,85 m (3 ft). Các con tàu có thể lặn đến độ sâu 80–150 m (260–490 ft). Chúng đạt được tốc độ tối đa 12 kn (22 km/h) trên mặt nước và 7 kn (13 km/h) khi lặn,  với tầm hoạt động tối đa 3.800 nmi (7.000 km) khi đi tốc độ đường trường 8 kn (15 km/h), và 35–42 nmi (65–78 km) ở tốc độ 4 kn (7,4 km/h) khi lặn.
Vũ khí trang bị bao gồm ba ống phóng ngư lôi 53,3 cm (21 in) trước mũi, mang theo tổng cộng năm quả ngư lôi hoặc cho đến 12 quả thủy lôi TMA. Một pháo phòng không 2 cm (0,79 in) cũng được trang bị trên boong tàu. Thủy thủ đoàn bao gồm 25 sĩ quan và thủy thủ.
U-61 được đặt hàng vào ngày 21 tháng 7, 1937. Nó được đặt lườn tại xưởng tàu của hãng Deutsche Werke tại Kiel vào ngày 1 tháng 10, 1937, hạ thủy vào ngày 15 tháng 6, 1939, và nhập biên chế cùng Hải quân Đức Quốc Xã vào ngày 12 tháng 8, 1939 dưới quyền chỉ huy của Hạm trưởng, Trung úy Hải quân Jürgen Oesten.

## Lịch sử hoạt động
U-61 chủ yếu đảm nhiệm vai trò tàu huấn luyện tại các trường tàu ngầm Đức, nhưng do tình trạng thiếu hụt tàu ngầm ngay sau khi Thế Chiến II bùng nổ, nó đã thực hiện được mười chuyến tuần tra tại khu vực Bắc Hải và chung quanh quần đảo Anh, đánh chìm năm tàu buôn tổng tải trọng 19.668 gross register tons (GRT) và gây hư hại cho một chiếc khác 4.434 GRT.

### 1939

#### Chuyến tuần tra thứ nhất, thứ hai và thứ ba
U-61 thực hiện chuyến tuần tra đầu tiên trong chiến tranh tại khu vực Bắc Hải, dọc theo bờ biển Na Uy, nhưng không đánh chìm được mục tiêu nào. Chuyến tuần tra thứ hai được nó thực hiện để chuyển căn cứ hoạt động từ Kiel vào ngày 28 tháng 11 đến Wilhelmshaven vào ngày 3 tháng 12; và chuyến thứ ba theo chiều ngược lại, từ Wilhelmshaven trở lại Kiel. Cả hai chuyến cũng không có kết quả

### 1940

#### Chuyến tuần tra thứ tư
Xuất phát từ Kiel vào ngày 15 tháng 1, 1940 cho chuyến tuần tra thứ tư, U-61 đã phóng ngư lôi đánh chìm chiếc tàu buôn Na Uy Sydfold ở vị trí khoảng 120 nmi (220 km) về phía Đông Caithness, Scotland vào ngày 22 tháng 1, rồi quay trở về Wilhelmshaven vào ngày 30 tháng 1.

#### Chuyến tuần tra thứ năm
Khởi hành từ Wilhelmshaven vào ngày 12 tháng 2, U-61 nằm trong số sáu tàu ngầm U-boat tham gia Chiến dịch Nordmark, khi nó trinh sát khu vực các quần đảo Orkney và Shetland nhằm chuẩn bị cho các tàu chiến chủ lực Scharnhorst, Gneisenau và Admiral Hipper hoạt động từ ngày 18 đến ngày 20 tháng 2. U-61 đã phóng ngư lôi đánh chìm chiếc tàu buôn Na Uy Sangstad ở vị trí về phía Đông Kirkwall tại quần đảo Orkney vào ngày 18 tháng 2.

#### Chuyến tuần tra thứ sáu, thứ bảy và thứ tám
Sau chuyến tuần tra thứ sáu không có kết quả, trong chuyến tuần tra tiếp theo, U-61 ghé đến cảng Bergen tại Na Uy bị chiếm đóng một thời gian ngắn, rồi lên đường để băng qua khe GIUK giữa các quần đảo Faroe và Shetland, đi đến hoạt động tại vùng biển giữa Scotland và quần đảo Outer Hebrides. Nó quay trở về theo hướng ngược lại, kết thúc chuyến tuần tra dài nhất (27 ngày) khi đến Kiel vào ngày 7 tháng 5. Chuyến tuần tra thứ tám được thực hiện tại bờ biển phía Tây Ireland nhưng không mang lại kết quả. 

#### Chuyến tuần tra thứ chín
Trong chuyến tuần tra thứ chín, U-61 đã phóng ngư lôi đánh chìm chiếc tàu buôn Hà Lan Alwaki vào ngày 10 tháng 7 ở vị trí 10 nmi (19 km) về phía Tây Bắc mũi Wrath, Scotland. Hai quả ngư lôi đã không kích nổ nhưng gây ra một lổ thủng đủ lớn khiến con tàu ngập nước và đắm sau 11 giờ. Điều tra của Bộ Hải quân Anh từng kết luận nhầm rằng Alwaki đắm do bị phá hoại. Sau đó vào ngày 16 tháng 7, U-61 tiếp tục đánh chìm chiếc tàu buôn Anh Scottish Minstrel ở vị trí 130 nmi (240 km) về phía Tây Bắc Gweedore, Ireland.

#### Chuyến tuần tra thứ mười và mười một
Trong chuyến tuần tra thứ mười, U-61 một lần nữa băng qua khe GIUK trước khi hướng đến căn cứ vừa mới chiếm được tại cảng Lorient, bên bờ biển Đại Tây Dương của Pháp, đến nơi vào ngày 15 tháng 9. Trong chuyến tuần tra cuối cùng, nó quay trở về theo hướng ngược lại, đi đến Kiel vào ngày 10 tháng 10.

### 1941 - 1945
Từ tháng 10, 1940, U-61 quay trở lại vai trò tàu huấn luyện cho đến hết chiến tranh. Vào giai đoạn kết thúc xung đột, theo dự định của kế hoạch Regenbogen, nó bị đánh đắm tại Wilhelmshaven vào ngày 5 tháng 5, 1945 để tránh lọt vào tay lực lượng Đồng Minh. Xác tàu đắm được trục vớt và tháo dỡ sau chiến tranh.

### Tóm tắt chiến công
U-24 đã đánh chìm một tàu buôn đối phương tải trọng 961 gross register tons (GRT) cùng năm tàu chiến, gây tổn thất toàn bộ một tàu buôn 7.886 GRT và gây hư hại một tàu buôn khác:
| Ngày              | Tên tàu           | Quốc tịch     | Tải trọng | Số phận         |
| ----------------- | ----------------- | ------------- | --------- | --------------- |
| 22 tháng 12, 1939 | Gryfevale         | Liên hiệp Anh | 4.434     | Bị hư hại (mìn) |
| 22 tháng 1, 1940  | Sydfold           | Na Uy         | 2.434     | Bị đánh chìm    |
| 18 tháng 2, 1940  | El Sonador        | Panama        | 1.406     | Bị đánh chìm    |
| 18 tháng 2, 1940  | Sangstad          | Na Uy         | 4.297     | Bị đánh chìm    |
| 10 tháng 7, 1940  | Alwaki            | Hà Lan        | 4.533     | Bị đánh chìm    |
| 16 tháng 7, 1940  | Scottish Minstrel | Liên hiệp Anh | 6.998     | Bị đánh chìm    |